# 久徳

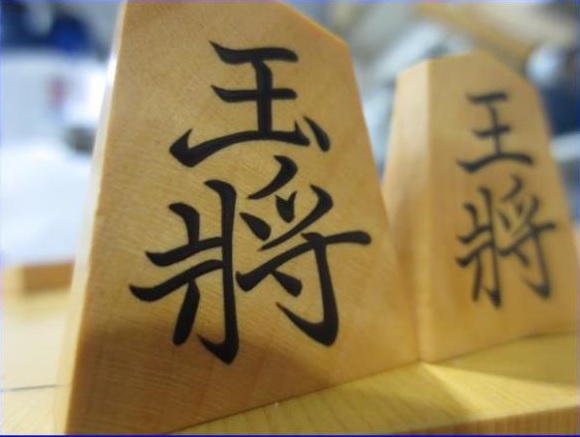
久徳作 菱湖 島黄楊 根柾杢 盛上 将棋駒

伊藤 久徳（いとう きゅうとく、1918年 - 1997年）は、日本の将棋駒師。山形県天童。

## 来歴
生前は「天童の天皇」と呼ばれ、天童高級駒の第一人者。
弟子に大澤富月がいる。

## 駒について
1980年天童開催の王将戦で、初めて天童駒が使用された作者が久徳であった。
1989年「現代の名工」として労働大臣表彰。